# Небесна механика
Небесната механика е дял на астрономията, който изследва движението и гравитационните взаимодействия между небесните тела. Тя прилага методите на физиката към обекти, като звезди и планети, за да определя тяхното минало и бъдещо положение.